# Camillus Nyrop (historiker)
Camillus Nyrop, född den 31 juli 1843 i Köpenhamn, död den 6 augusti 1918 på Frederiksberg, var en dansk historiker, son till Camillus Nyrop, bror till Kristofer Nyrop.
Nyrop blev 1867 juris kandidat och 1869 medlem av "repræsentantskabet" (deputerade) för Industriforeningen i Köpenhamn, var 1876–1894 dennas sekreterare och 1880–1893 därjämte hos den gemensamma representationen för industri och hantverk samt 1893–1898 dennas kassör. År 1894 blev han åter medlem av repræsentantskabet och var 1898-1908 dess ordförande. Han var 1872 och 1888 sekreterare för de nordiska industriutställningarna i Köpenhamn och har dessutom på flera sätt medverkat till industrins utveckling i Danmark. Han var 1890 en av konstindustrimuseets stiftare och var sedan ledamot av dess styrelse. Han var ordförande för Teknologisk Institut 1907-1915 (därefter hedersordförande), för konstindustrimuseet 1908-1915, för Dansk historisk fællesforening 1909–1911. År 1888 fick Nyrop professors titel.
I många skrifter, genom vilka ett alldeles nytt fält uppodlats, har han skildrat dels särskilda industrigrenars utveckling, dels framstående industriidkares liv och verksamhet, bland annat i Bidrag til den danske Boghandels Historie (2 band, 1870), Bidrag til den danske Industris Historie (1870–1873), Meddelelser fra Industriens Omraade (1876), J. Fr. Classen (1887), Industriforeningen i Kjøbenhavn (1888), Ny Carlsberg. Et jubilæumsskrift (1896), N. L. Reiersen (samma år), Det Suhrske Hus (1899), Haandværks Skik i Danmark (1903), J. C. Jacobsen (1911) med flera arbeten. Därjämte utgav han Danske Gildes- og Lavsskraaer fra Middelalderen (2 band, 1895–1901) och Tidsskrift for Kunstindustri (14 årgångar, 1885–1899).

## Utmärkelser
- Professors namn,  1888[2]
- Dannebrogsmännens hederstecken,  1904[2]
- Kommendör av Dannebrogorden,  1913[2]

[Redigera Wikidata]